# Muaná (ort)
Muaná är en ort i Brasilien.   Den ligger i kommunen Muaná och delstaten Pará, i den nordöstra delen av landet, 1 600 km norr om huvudstaden Brasília. Muaná ligger 7 meter över havet och antalet invånare är 7 464. Den ligger på ön Ilha de Marajó.
Terrängen runt Muaná är mycket platt. Runt Muaná är det mycket glesbefolkat, med 6 invånare per kvadratkilometer..
I omgivningarna runt Muaná växer i huvudsak städsegrön lövskog.